# Paul Curran (acteur)
Pour les articles homonymes, voir Paul Curran et Curran.
Paul Curran est un acteur britannique né le 25 avril 1913 en Écosse au Royaume-Uni, décédé le 1er décembre 1986 à Londres en Angleterre.

## Filmographie
- 1959 : John Paul Jones : John Younger
- 1960 : Where I Live (TV) : Dad
- 1963 : The Wild Affair : Father
- 1964 : Smuggler's Bay (série télévisée) : Magistrate Maskew
- 1964 : Le Saint (série télévisée) : Un parfait homme du monde (The Noble Sportsman) (saison 2 épisode 17) : Bruno Walmar
- 1964 : Nothing But the Best : Mr. Brewster
- 1968 : Decline and Fall... of a Birdwatcher : Clergyman
- 1970 : The Engagement : Father
- 1975 : Galileo : Mathematician
- 1975 : Poldark (série télévisée) : Jud Paynter
- 1977 : Jabberwocky : Mr. Cooper Senior
- 1977 : Nicholas Nickleby (feuilleton TV) : Arthur Gride
- 1977 : Jésus de Nazareth (feuilleton TV) : Samuel
- 1977 : Poldark II (feuilleton TV) : Jud Paynter
- 1978 : Huntingtower (série télévisée) : Dickson McCunn
- 1979 : Bloomers (série télévisée) : George
- 1979 : The Human Factor : Halliday
- 1981 : Brendon Chase (feuilleton TV) : Smokie
- 1984 : King Lear (TV) : Doctor
- 1985 : Le Docteur et les Assassins (The Doctor and the Devils) : Tom the Porter
- 1999 : La Dynastie des Carey-Lewis : Nancherrow : Simon Travis